# Gasparo Cairano
Gasparo Cairano, noto anche come Gasparo da Cairano, de Cayrano, da Milano, Coirano o altre varianti (Milano (?) o Cairo o Cairate, prima del 1489 – Brescia (?), entro il 1517), è stato uno scultore italiano.
Artista emergente nel 1489 nell'ambito del mondo culturale milanese, intraprese una fortunata carriera che in breve tempo lo trasformò nel principale esponente della scultura rinascimentale bresciana, distinguendosi con opere di alto spessore culturale quali il ciclo dei Cesari per il palazzo della Loggia a Brescia e il mausoleo Martinengo. Alla base del suo successo fu l'introduzione di un gusto classico potente e altamente espressivo, in contrapposizione al raffinato decorativismo locale preesistente poco figurato. Durante il primo decennio del XVI secolo, Gasparo fu così in grado di conquistare la committenza pubblica e privata in cerca di un artefice capace di tradurre nella pietra il proprio vanto per la discendenza storica dalla Roma antica, cavalcando così il fervore rinascimentale locale e soppiantando la concorrenza.
Caduto nell'oblio a causa di una sfortuna critica secolare, provocata da innumerevoli quanto gravi equivoci, silenzi e malintesi, la sua complessa personalità artistica e il suo catalogo di opere sono stati ricostruiti solo a partire dalla fine del XX secolo, in particolare nei primi anni del XXI secolo, grazie a studi critici mirati che hanno permesso per la prima volta un'analisi organica e una riscoperta di documenti e opere.

## Biografia

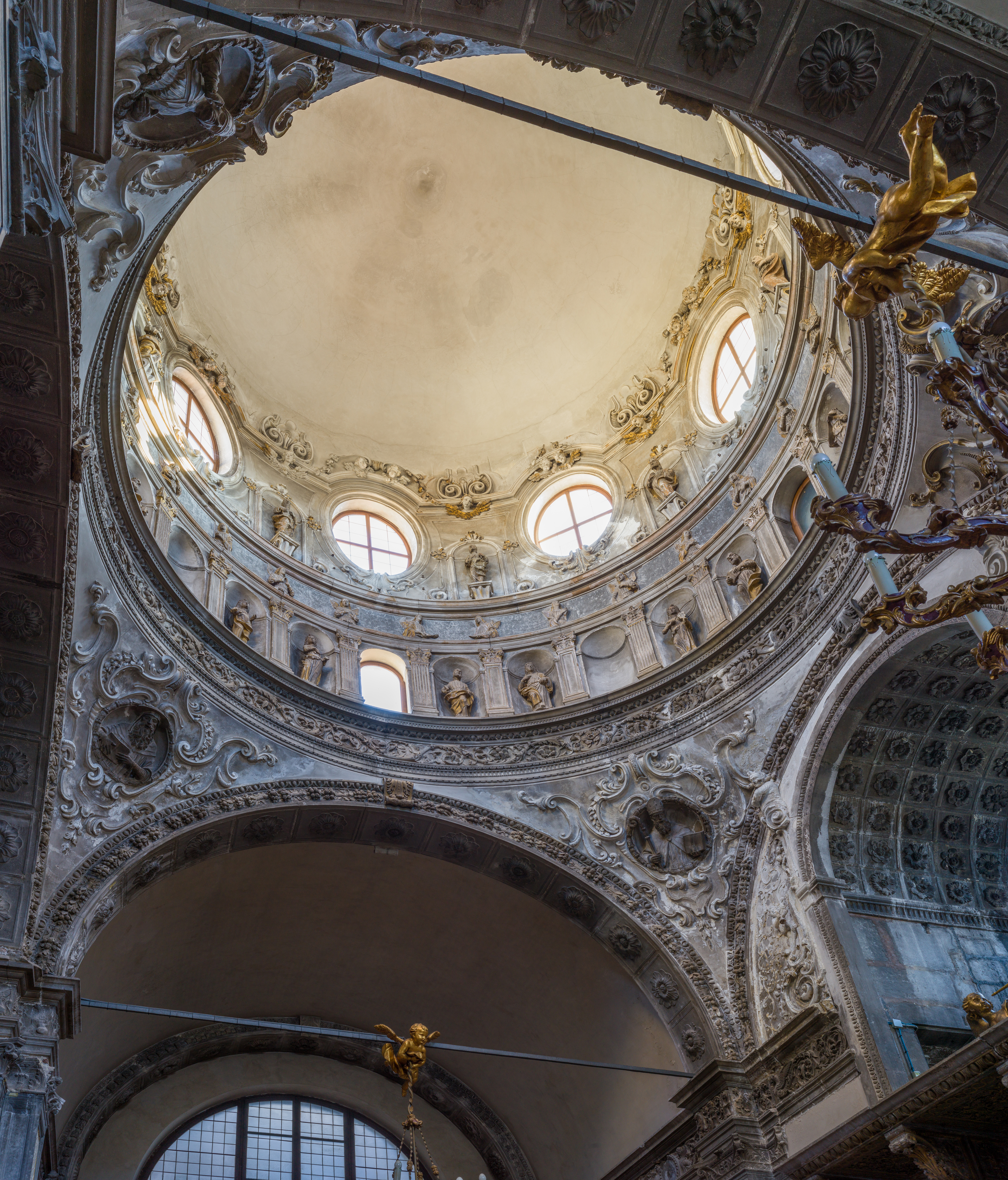
La cupola della chiesa di Santa Maria dei Miracoli con il ciclo degli Apostoli di Gasparo Cairano e quello degli Angeli di Antonio della Porta (1489)

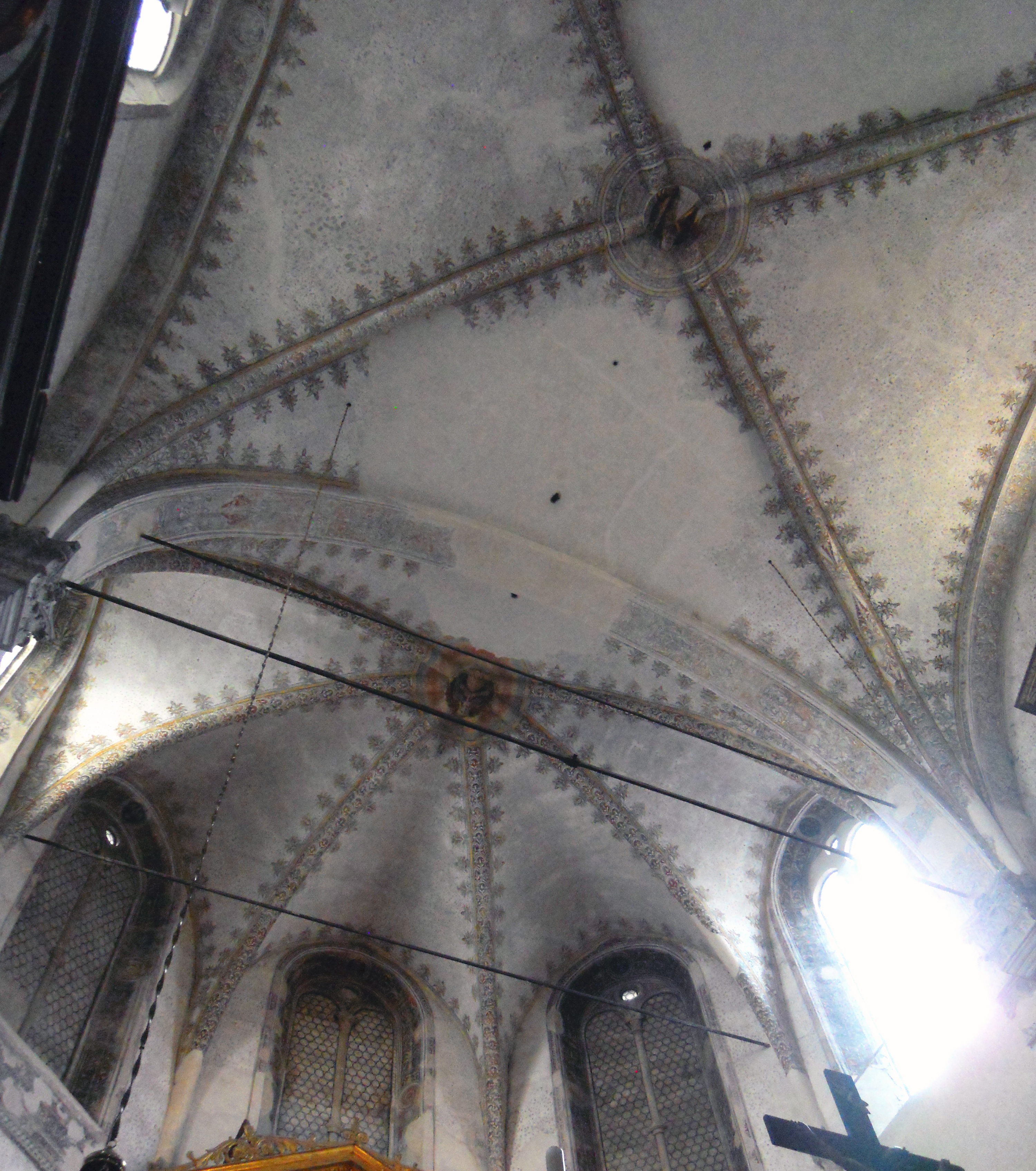
La volta del presbiterio del Duomo vecchio di Brescia, con le due chiavi di volta di Gasparo Cairano (1491)

Non si conosce nulla di Gasparo Cairano prima del 1489, del quale risulta pertanto ignota qualsiasi informazione circa data e luogo di nascita, formazione e circostanze che lo condussero a Brescia. L'appellativo "da Milano", con il quale è spesso ricordato dalle fonti, non fornisce comunque un dato certo visto che potrebbe riferirsi alla città così come al ducato o alla diocesi. Il generico riferimento, in ogni caso, è compatibile con la base culturale del suo operato artistico. Alcune congetture possono essere fatte sul cognome "Cairano", in particolare che esso riconduca a Cairate in provincia di Varese, ancora oggi abbreviato in "Cairà" nella parlata dialettale locale.

### L'esordio: il cantiere di Santa Maria dei Miracoli
L'esordio a Brescia di Cairano è appunto l'opera per il quale viene pagato il 24 dicembre 1489: il ciclo delle dodici statue di Apostoli per la prima cupola della chiesa di Santa Maria dei Miracoli a Brescia, eseguite approssimativamente nello stesso periodo in cui il Tamagnino eseguiva i suoi dodici Angeli di contrappunto, da disporsi nel registro inferiore.
In generale, tutta la produzione lapidea del cantiere di Santa Maria dei Miracoli eseguita nel decennio successivo al ciclo degli Apostoli, limitatamente a quanto presente all'interno dell'edificio, è riconducibile a Cairano e ai suoi collaboratori. Non è da escludere che quest'opera propedeutica portasse in seno proprio il diritto a proseguire i lavori, in un vero e proprio confronto disputato tra Cairano e il Tamagnino. Notare, comunque, che il ciclo di Angeli del Tamagnino si pone a un livello di qualità artistica decisamente superiore a quello degli Apostoli di Cairano, già solo per la relativa modernità dei primi, rivolti verso il nuovo classicismo veneziano di Antonio Rizzo, ma anche per la superiore qualità tecnica. È probabile, quindi, che a supporto di Gasparo vi fosse un qualche favore locale che gli consentì di affermarsi sul Tamagnino indipendentemente dalle proprie iniziali capacità artistiche, ancora in fase di sviluppo. Tra l'altro, il Tamagnino resta ai Miracoli ancora per poco, giusto il tempo di realizzare altri cinque rilievi: il tutto, compresi i dodici Angeli, viene pagato all'autore meno di quanto corrisposto a Cairano per i soli dodici Apostoli: dopo questo fatto, l'artista abbandona il cantiere della chiesa e Brescia, dove farà ritorno solo un decennio dopo.

### Le chiavi di volta del Duomo vecchio
Appena conquistata la prosecuzione dei lavori all'interno del santuario dei Miracoli, l'arte e la carriera di Cairano cominciano una rapida ascesa: già il 16 novembre 1491 gli vengono pagate le due chiavi di volta per il nuovo presbiterio del Duomo vecchio, in via di costruzione sotto il progetto di Bernardino da Martinengo e sole sculture figurate presenti nella nuova costruzione. Due anni dopo, nel 1493, Cairano avvia il proprio impegno nel cantiere della Loggia.
Si nota quindi una sovrapposizione di impegni e commissioni, sia pubbliche, sia ecclesiastiche, decisamente più importanti dell'impegno in Santa Maria dei Miracoli, il cui cantiere viene infatti interrotto circa nello stesso periodo. Lo scultore torna al santuario solo per qualche sporadica opera negli anni successivi, fino alla fine del secolo, ma nel complesso i lavori rimangono bloccati fino alla metà del XVI secolo.

### Il successo: le sculture della Loggia
Il 30 agosto 1493 parte a pieno regime la produzione scultorea di Cairano per il rivestimento esterno del costruendo Palazzo della Loggia con la consegna di "capita 5 imperatorum romanorum", ossia di cinque busti per il ciclo dei trenta Cesari, tra le massime opere della sua carriera artistica. La produzione dei busti si può ricondurre, a livello generale, a una rielaborazione moderna della ritrattistica antica e delle fonti che la rappresentavano, anche in modo indiretto: nei busti più antichi, ossia quelli affacciati sulla piazza, si notano somiglianze con il ritratto di Bartolomeo Colleoni nel suo monumento di Andrea del Verrocchio a Venezia (il primo a sinistra), con una nota e molto diffusa effigie di Antonino Pio e con un ritratto di profilo di Nerone, a sua volta molto celebre all'epoca e qui riproposto in tre dimensioni.
In generale, è apprezzabile un considerevole salto di qualità rispetto agli Apostoli del santuario dei Miracoli, scolpiti appena qualche anno prima: notare come il ciclo dei Cesari non abbia eguali nella precedente produzione scultorea rinascimentale sul tema delle effigi imperiali e non solo per l'entità numerica, ma anche per le notevoli dimensioni di ogni esemplare. La presenza di questi Cesari sui fronti della Loggia di Brescia, nonché le caratteristiche dello stesso palazzo, sono quindi testimonianza di un potenziamento architettonico e figurativo che si distacca, elevandosi in un pieno dominio dell'arte classica, dalle sperimentazioni della facciata e degli interni del santuario dei Miracoli. Gasparo Cairano, attraverso la produzione di questi Cesari e dei successivi ornati architettonici del palazzo, diventa quindi l'artefice di un desiderio comune alla committenza pubblica e privata bresciana, ossia tradurre nella pietra il proprio vanto per la discendenza storica dalla Roma antica e cavalcando così il fervore rinascimentale locale.
Attorno al 1497, mentre prosegue a intervalli regolari la consegna dei Cesari, Gasparo esegue in collaborazione con la sua bottega anche le cinque chiavi di volta per il portico del palazzo, raffiguranti Sant'Apollonio, San Faustino, San Giovita, la Giustizia e la Fede. Tra il 1499 e il 1500 vengono consegnati i due grandi Trofei posti agli angoli dell'ordine superiore del palazzo, sul fronte rivolto alla piazza, mentre tra il 1493 e il 1505 Cairano partecipa al compimento delle varie protomi leonine, dei capitelli, delle candelabre e dei fregi sullo stesso ordine. L'impronta lasciata dall'artista alla produzione del cantiere risulta evidentissima e influenza in generale tutte le opere decorative scultoree eseguite per il palazzo in quegli anni.
Il monopolio dei Cesari viene interrotto solamente durante una breve estemporanea del Tamagnino a Brescia, reclutato nel cantiere della Loggia probabilmente per la fama acquisita nei lavori alla Certosa di Pavia, tra la fine del 1499 e l'inizio del 1500. Lo scultore esegue sei Cesari e diverso altro materiale lapideo, senza tuttavia ottenere alcuna affermazione in un panorama artistico sempre più egemonizzato da Cairano, ormai lontano dalla spigolosa e ingenua espressività degli Apostoli del santuario dei Miracoli e trasformatosi nello scultore più in voga della città. Il Tamagnino, ulteriormente scornato da un freddo riconoscimento delle sue capacità nei confronti dell'avversario, abbandona infine il cantiere e la città, probabilmente senza farvi più ritorno.

### Le commissioni private Brunelli e Caprioli

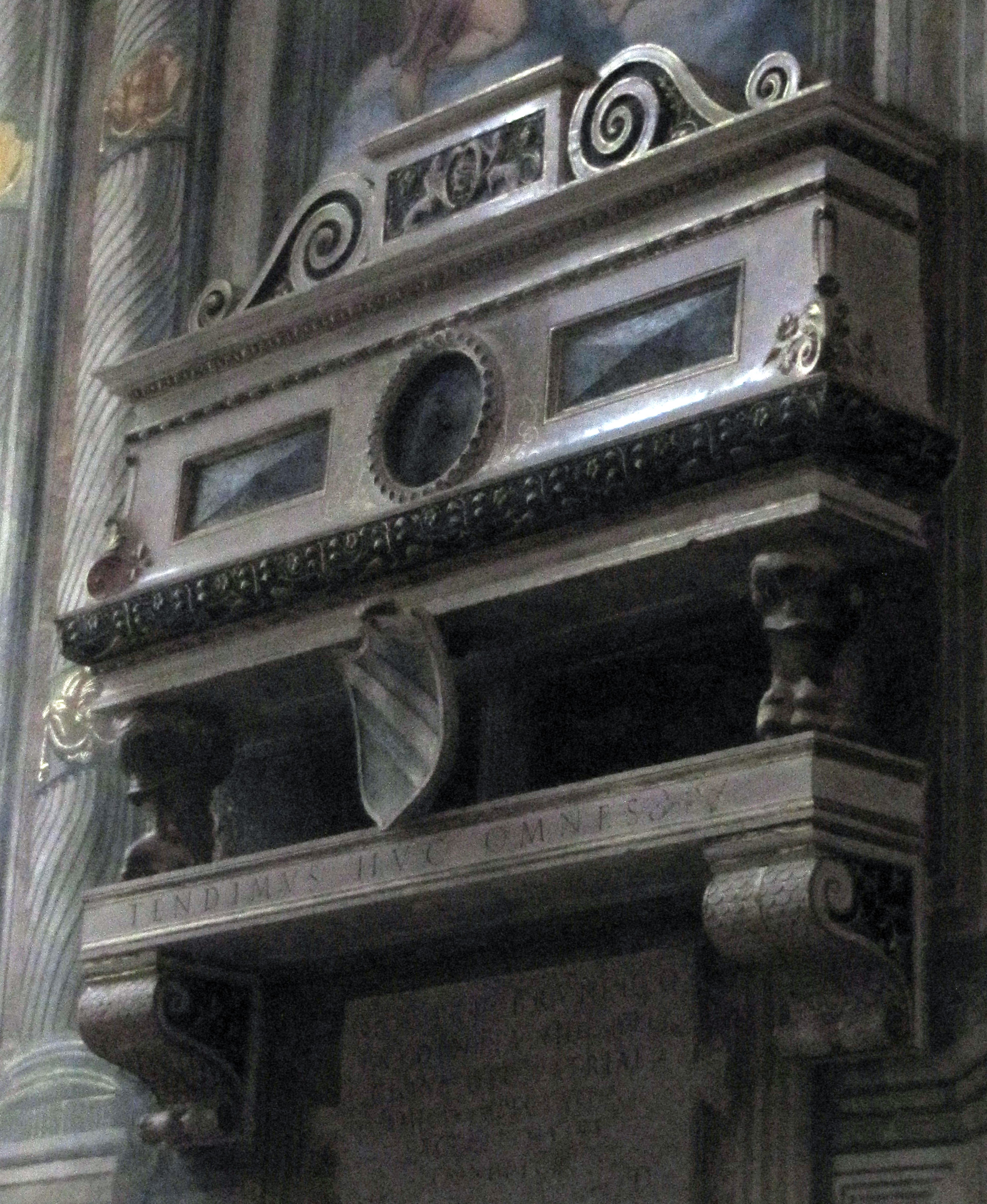
Il monumento funebre di Gaspare Brunelli (1496-1500)

Guadagnato il prestigio al cantiere della Loggia, Cairano riceve almeno due commissioni da altrettante famiglie nobili bresciane, coinvolte nella dirigenza amministrativa del nuovo palazzo pubblico e, quindi, certo a conoscenza della sua figura e delle sue capacità. I documenti fanno risalire al 1496 l'incarico di eseguire il monumento funebre di Gaspare Brunelli, datato 1500, da collocarsi nella cappella Brunelli nella chiesa di San Francesco d'Assisi. Nello stesso periodo la famiglia Caprioli gli commissiona il monumento funebre di Luigi Caprioli, destinato alla cappella di famiglia nella chiesa di San Giorgio, assieme probabilmente ad altre opere scultoree nell'ambito della stessa cappella, eseguite forse in collaborazione con la bottega dei Sanmicheli ai quali è attribuito lo stipite marmoreo decorato da fini candelabre.
Del monumento Caprioli, smembrato nel XIX secolo, resta solo l'Adorazione Caprioli, tra i capolavori dell'artista, collocata nel 1841 da Rodolfo Vantini all'altare maggiore della chiesa di San Francesco d'Assisi. Gasparo Cairano mette qui in atto una sprezzante maestria tecnica, non soltanto nelle precisissime prospettive dei riquadri ma anche nella scelta del blocco monolitico, di fatto non strettamente necessario per un lavoro di questo tipo. Da Bernardino Faino, Francesco Paglia e altri studiosi sei-settecenteschi sappiamo che il rilievo era inserito entro un qualche apparato architettonico, al quale doveva appartenere anche una pala figurata, eseguita forse per mano dello stesso autore, della quale si sono perse le tracce.

### Le sculture di San Pietro in Oliveto e San Francesco

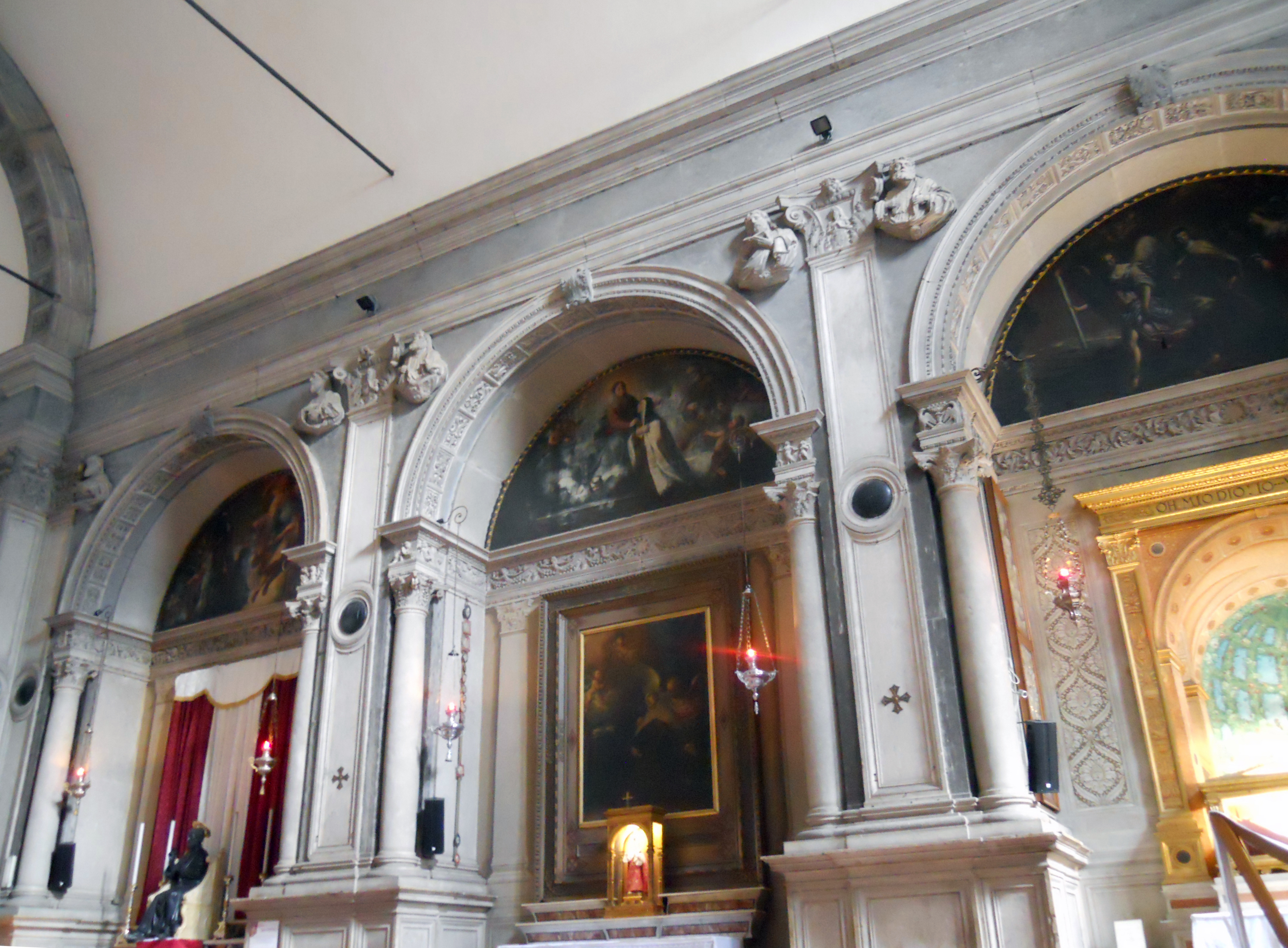
L'interno della chiesa di San Pietro in Oliveto (entro il 1507)

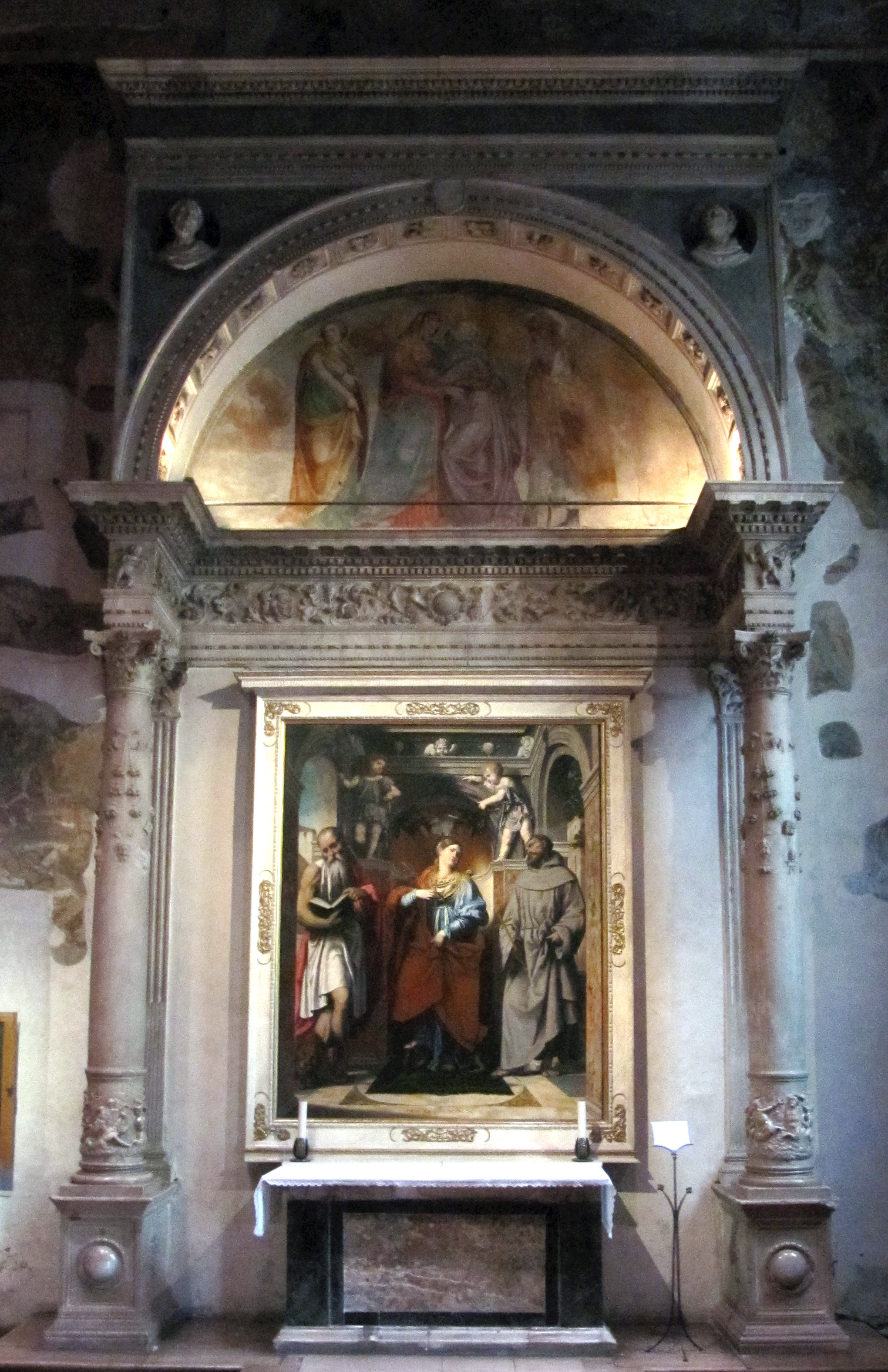
L'altare di san Girolamo (1506-1510 circa)

Nel 1503 Gasparo consegna gli ultimi Cesari per i fronti della Loggia ed esaurisce il grosso del lavoro in questo cantiere, al quale non è più registrata alcuna successiva presenza. Termina quindi, per l'artista, la stagione delle grandi commissioni pubbliche, entro le quali si era probabilmente formato per poi fare carriera e conseguire il successo. Dovendo riorganizzare la propria attività, si mette probabilmente in contatto con le varie personalità incontrate durante i lavori alla Loggia, con collaboratori e altri artisti, in città e nei dintorni, alla ricerca di importanti commissioni. Forse indipendentemente dalla sua volontà, la strada intrapresa lo porta a dedicarsi sempre più all'arte sacra. Nel 1504 il canonico della basilica di San Pietro de Dom Francesco Franzi da Orzinuovi gli commissiona, per testamento, la realizzazione di una cappella in cattedrale, della quale nulla si conosce.
Entro il 1507, invece, si data la produzione degli apparati lapidei decorativi per l'interno della chiesa di San Pietro in Oliveto, il terzo grande cantiere rinascimentale della città dopo il santuario dei Miracoli e la Loggia, terminato appunto in quell'anno. Le posate partiture architettoniche che scandiscono la sequenza degli altari e la pregiata composizione architettonica dell'insieme sono però estranee agli stilemi di Gasparo e, piuttosto, sono consone alla maniera dei Sanmicheli, i quali d'altronde possedevano l'unica bottega in città, oltre a quella di Cairano, in grado di impegnarsi in un'opera di queste proporzioni. A Cairano, però, spetta sicuramente l'esecuzione dei dodici busti di Apostoli nei pennacchi degli archi della navata, nei quali la mano dell'artista è inconfondibile. Non esistono comunque riscontri nella scarsissima e frammentaria documentazione, relativa a questa fase storica dell'edificio, giunta fino a noi.
Riconducibile all'opera di Cairano è anche l'altare di san Girolamo nella già nominata chiesa di San Francesco, la cui questione critica costituisce un problema fra i più intricati della scultura rinascimentale bresciana, anche a causa della totale mancanza di fonti storiche sulla sua origine. Sicuramente scolpito dopo il 1506, si impone, per qualità e originalità artistica, ai massimi livelli dell'arte bresciana del periodo ed è attribuibile a Gasparo sotto vari aspetti, mutuati sia dall'esperienza alla Loggia, sia dal cantiere di San Pietro in Oliveto.

### Il portale del duomo di Salò

Il portale del duomo di Salò (1506-1508)

Tra il 1506 e il 1509 è fittamente documentata la realizzazione del nuovo portale del duomo di Salò da parte di Cairano, il quale molto probabilmente redige il progetto, in collaborazione con Antonio Mangiacavalli. Per questo manufatto, Cairano fornisce di sua mano le figure del Padre eterno, di San Pietro e di San Giovanni Battista, lasciando al collaboratore la Vergine annunciata, mentre l'Angelo annunciante e i due piccoli busti nei pennacchi sembrano essere frutto di collaborazione. Le parti architettoniche, invece, vengono eseguite probabilmente dai vari scalpellini registrati nei documenti relativi alla fabbrica, tra cui il figlio di Antonio. Il portale è messo in opera entro l'agosto del 1508 e all'inizio dell'anno successivo si concludono gli interventi di finitura.
Nell'impresa di Salò, ben ricostruibile attraverso i numerosi pagamenti effettuati, emerge un rapporto di collaborazione decisamente complesso tra Gasparo e il Mangiacavalli, all'apparenza molto stretto e con la condivisione di collaboratori, diretti dall'uno o dall'altro a seconda di chi era presente in cantiere. Notare, inoltre, come questi fenomeni di collaborazione, già verificatisi nel cantiere di San Pietro in Oliveto, siano emblematici di un'attività artistica di Cairano sempre più frenetica e variata, causata da una pioggia di commissioni pubbliche e private, tutte di alto livello, guadagnate nel primo decennio del XVI secolo una volta conclusi i lavori alla Loggia. L'attenzione di Gasparo in questo periodo, infatti, non è rivolta alla fabbrica di Salò, che di fatto frequenta poco e molto raramente, e nemmeno al cantiere di San Pietro in Oliveto, monopolizzato dai Sanmicheli, bensì a due opere di importanza e risonanza ben maggiori: l'edificio dello scalone della Loggia e l'arca di sant'Apollonio.

### Il ritorno alla Loggia: l'edificio dello scalone

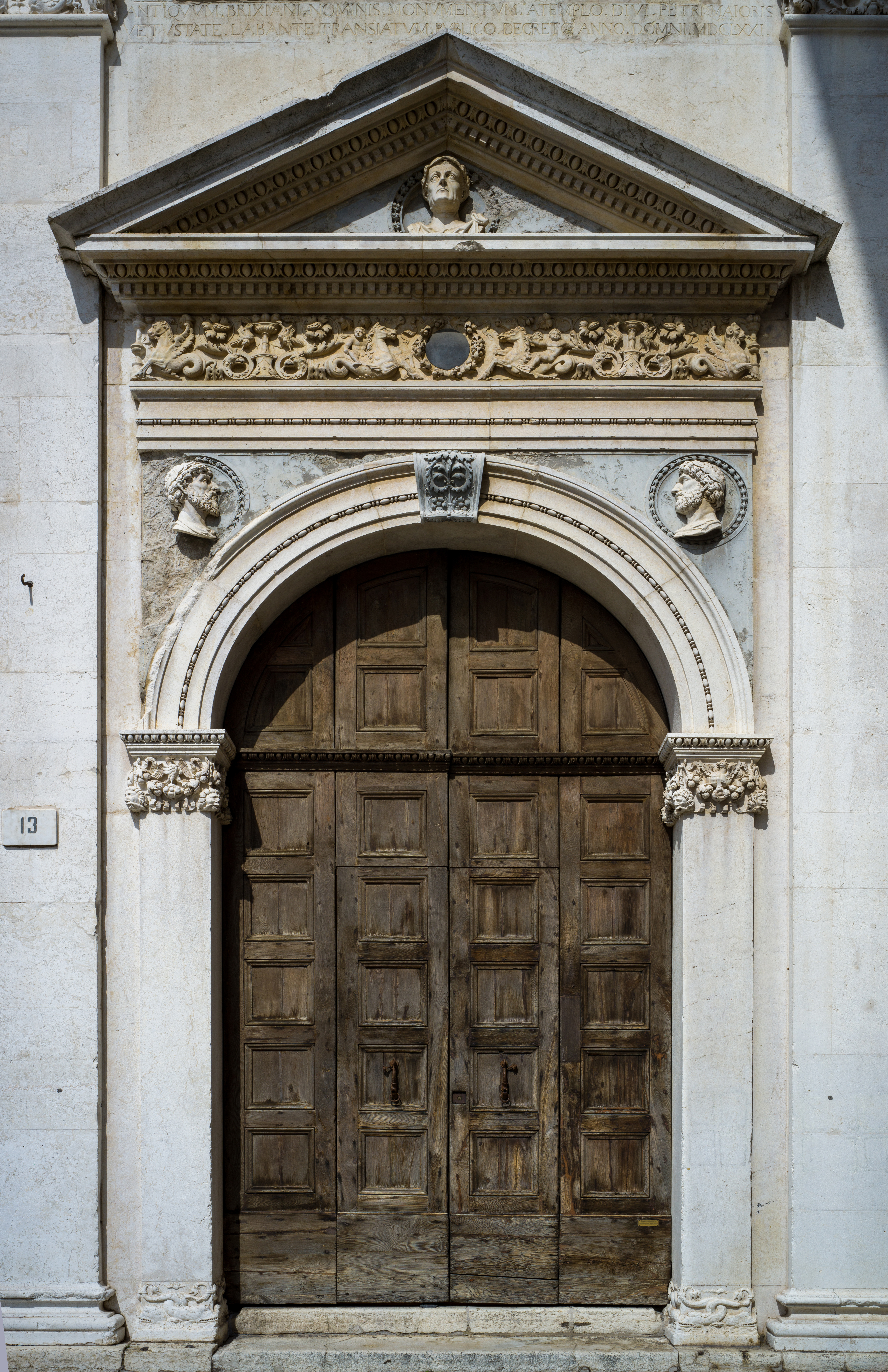
Il portale dello scalone della Loggia (1503-1508)

Entro il 1508 viene compiuto l'edificio a nord della Loggia, contenente lo scalone per accedere al livello superiore del palazzo pubblico. La fabbrica viene concepita come corpo a sé, separato dal palazzo principale da una strada e collegato a quest'ultimo con un cavalcavia coperto, configurazione giunta a noi intatta. L'intervento di Gasparo, che torna quindi alla Loggia dopo almeno cinque anni di importante carriera, si registra nel portale a terra dell'edificio e in alcuni ornamenti sul cavalcavia.
Il portale d'accesso è risolto in modo allo stesso tempo elegante ed eccentrico, quasi esuberante e di sintassi molto libera. Non si ha la presenza degli ordini canonici e l'insieme è concepito come un fantasioso assemblaggio di finti reperti archeologici di reimpiego. Per questo motivo, la critica non ritiene imputabile a Cairano il progetto dell'apparato, che resta comunque una formidabile invenzione altamente rappresentativa della cultura antiquaria dell'epoca. Sicuramente di Gasparo, però, è la mano che ha prodotto le sculture: assieme a figurazioni antropomorfe, delfini e creature fantastiche, già sperimentate nella Loggia, l'artista ricorre ancora all'inserimento di piccoli Cesari, sia sul portale, sia sul cavalcavia, toccando in alcuni le vette più poetiche della sua ritrattistica all'antica.

### L'arca di sant'Apollonio

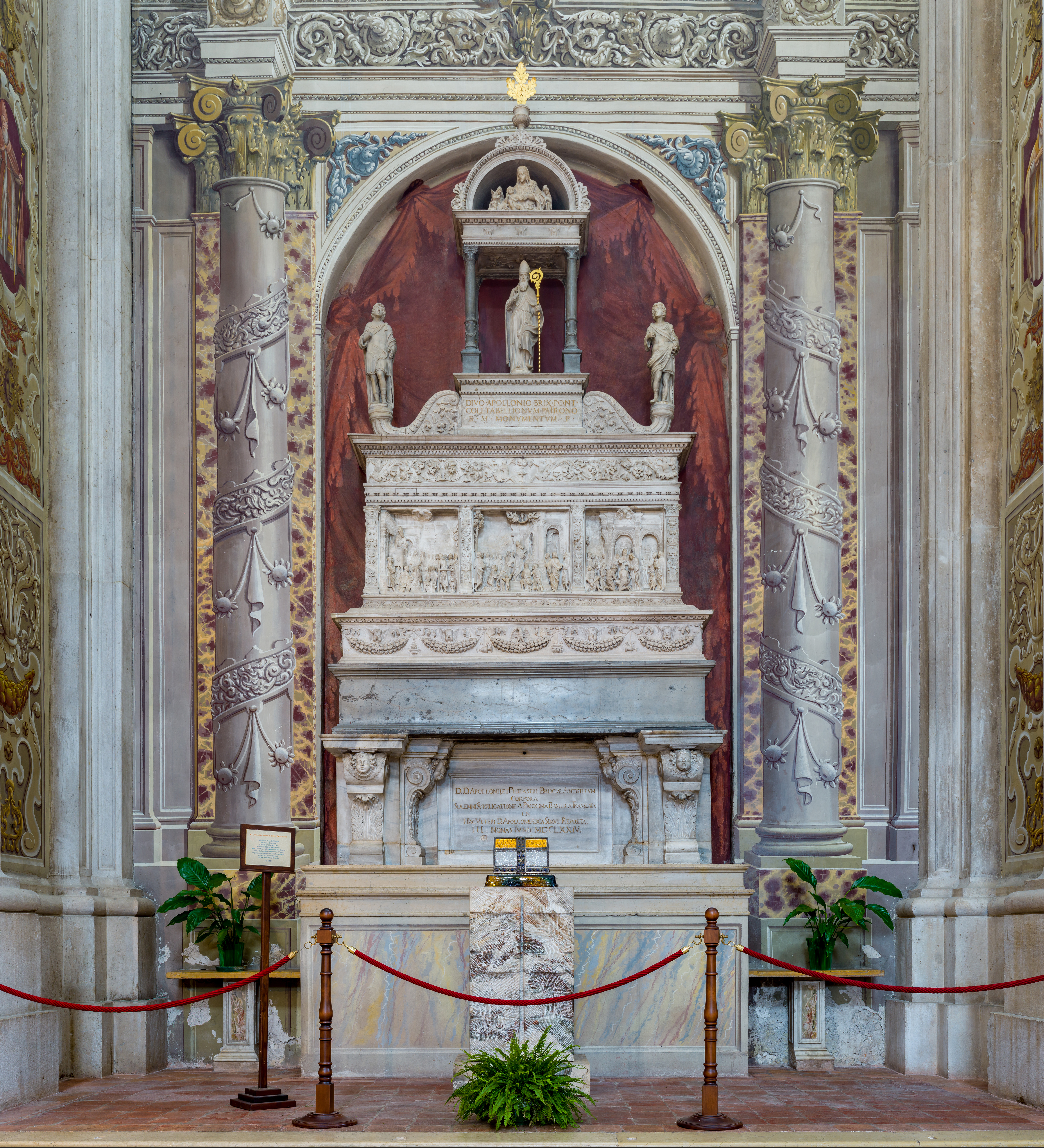
L'arca di sant'Apollonio (1508-1510)

Un'altra importante commissione, però, stava per affacciarsi sulla carriera di Gasparo, sovrapponendosi alle sue già concentrate attività. Il 5 gennaio 1503 viene ufficializzato il rinvenimento, all'interno della basilica di San Pietro de Dom, delle reliquie di sant'Apollonio. In giugno è documentata una delibera del Consiglio generale nella quale viene chiesto al Collegio dei notai di finanziare la nuova arca, che tuttavia non dovette trovare immediato seguito.
Risale infatti al 1506 un perentorio sollecito del Consiglio al Collegio dei notai affinché l'opera sia portata a compimento e, probabilmente, i lavori hanno finalmente inizio nel settembre 1508. La solenne traslazione delle reliquie avviene infine nel luglio 1510, momento in cui l'arca doveva essere sicuramente compiuta. Pertanto, si può collocare tra il 1508 e il 1510 l'esecuzione dell'opera, ipotizzando un coinvolgimento di Cairano più tardo rispetto all'inizio degli avvenimenti.
Notare come nel 1505 era stata posta in opera nella chiesa dei Santi Cosma e Damiano l'arca di san Tiziano per mano dei Sanmicheli, prima arca cinquecentesca bresciana che sicuramente ebbe una certa risonanza nel mondo artistico dell'epoca e che, probabilmente, doveva costituire una sorta di rilancio per la bottega, ormai non più in voga come un tempo. Non è strano, quindi, che Cairano si sia impegnato così a fondo nell'arca di sant'Apollonio, tra le sue opere maggiori, che soppianta largamente l'arca dei Sanmicheli per monumentalità e raffinatezza dell'ornato e delle parti figurate. In questa nuova opera, Gasparo fornisce l'ennesima prova della propria abilità, primeggiando prepotentemente in uno scenario ormai privo di concorrenti, rispondendo ai Sanmicheli con una produzione di altissimo livello qualitativo.
Vito Zani, nel 2012, fa notare come il volto della statua di San Faustino non sia finito, anche se portato a un livello di definizione ormai prossimo alla levigatura superficiale. Queste parti, tuttavia, non sono lavorate a gradina ma direttamente a scalpello piatto, scavalcando così l'ultimo passaggio del canonico processo tecnico di modellazione e dando prova ulteriore della praticità e del virtuosismo di Gasparo Cairano nello scolpire teste.

### Gli anni del sacco di Brescia

Il palazzo della Loggia a Brescia

Alla fine del primo decennio del secolo, il clima politico europeo si sta ormai surriscaldando: i fatti della guerra della Lega di Cambrai sono alle porte e le prime incursioni francesi a Brescia sono sintomo di un percorso ormai al tramonto. Entro pochi anni si verifica il terribile sacco di Brescia del 1512 ad opera dei francesi guidati da Gaston de Foix-Nemours che, oltre a gettare in rovina la città, dissolve il mito della Brixia magnipotens, mettendo fine a una vivace stagione di imprese e ai sogni umanistici, fenomeno che interesserà anche il resto della penisola nei decenni successivi.
I grandi cantieri rinascimentali cittadini si interrompono, compreso quello del Palazzo della Loggia, il quale ha ancora alla base dei ponteggi molti rilievi di Cairano già predisposti al montaggio sui fronti del secondo livello, tra cui i due Trofei angolari, e che lì rimarranno per un cinquantennio, in attesa della ripresa dei lavori sotto la direzione di Lodovico Beretta. Le priorità cittadine mutano radicalmente, dai fasti artistici e culturali al recupero delle basilari funzioni vitali.
Gasparo Cairano risente senz'altro di questo periodo di improvviso e profondo decadimento, se non altro per la forte contrazione delle commesse. Lasciatosi alle spalle un decennio di intensa attività, con addirittura una convulsa sovrapposizione di impegni, entra in una fase della sua carriera artistica decisamente oscura dal punto di vista documentario e delle opere realizzate: l'ultimo documento che lo segnala è il contratto per il portale del duomo di Chiari del 1513, mentre il documento successivo, del 1517, lo dice già morto. A parte questo, si segnalano altre opere del periodo a lui attribuibili, compresa la complessa questione del completamento del mausoleo Martinengo.

### Il portale del duomo di Chiari e una presenza a Parma
Nel 1513 "Gasparem de Cayrano de Mediolano lapicida architectum et ingeniarum optimum" firma il contratto per la realizzazione del nuovo portale del duomo di Chiari. Dal documento, scritto in veste di riconferma, si apprende che già nel 1511 era stato preso un accordo tra l'artista e la municipalità, ma esso non era stato portato a termine a causa degli eventi bellici che avevano interessato il territorio bresciano. Il contratto prevede l'esecuzione dell'intero apparato, dalle parti architettoniche alle sculture figurate, ossia un gruppo con la Madonna tra i santi Faustino e Giovita nella lunetta di cui si sono perse le tracce: la perdita di queste sculture impedisce di definire l'evoluzione dell'arte di Gasparo Cairano successivamente alla realizzazione dell'arca di sant'Apollonio. Il resto dell'opera, oltretutto, pone nuovamente la questione delle competenze architettoniche dello scultore, ancora non del tutto chiarite.
Risulta attribuibile a Gasparo Cairano, e databile a questa fase, anche il singolare San Giovanni Evangelista presente nel timpano del portale del Capitolo dell'abbazia di San Giovanni Evangelista a Parma. L'opera, non documentata e tradizionalmente riferita dalla critica a Antonio Ferrari d'Agrate, è stata assegnata nel 2010 al catalogo delle opere di Cairano a causa di evidenti riscontri con l'arte matura dell'artista. Questo sconfinamento territoriale di Gasparo è significativo e potrebbe dimostrare un suo successo anche al di fuori della realtà bresciana.

### Il completamento del mausoleo Martinengo

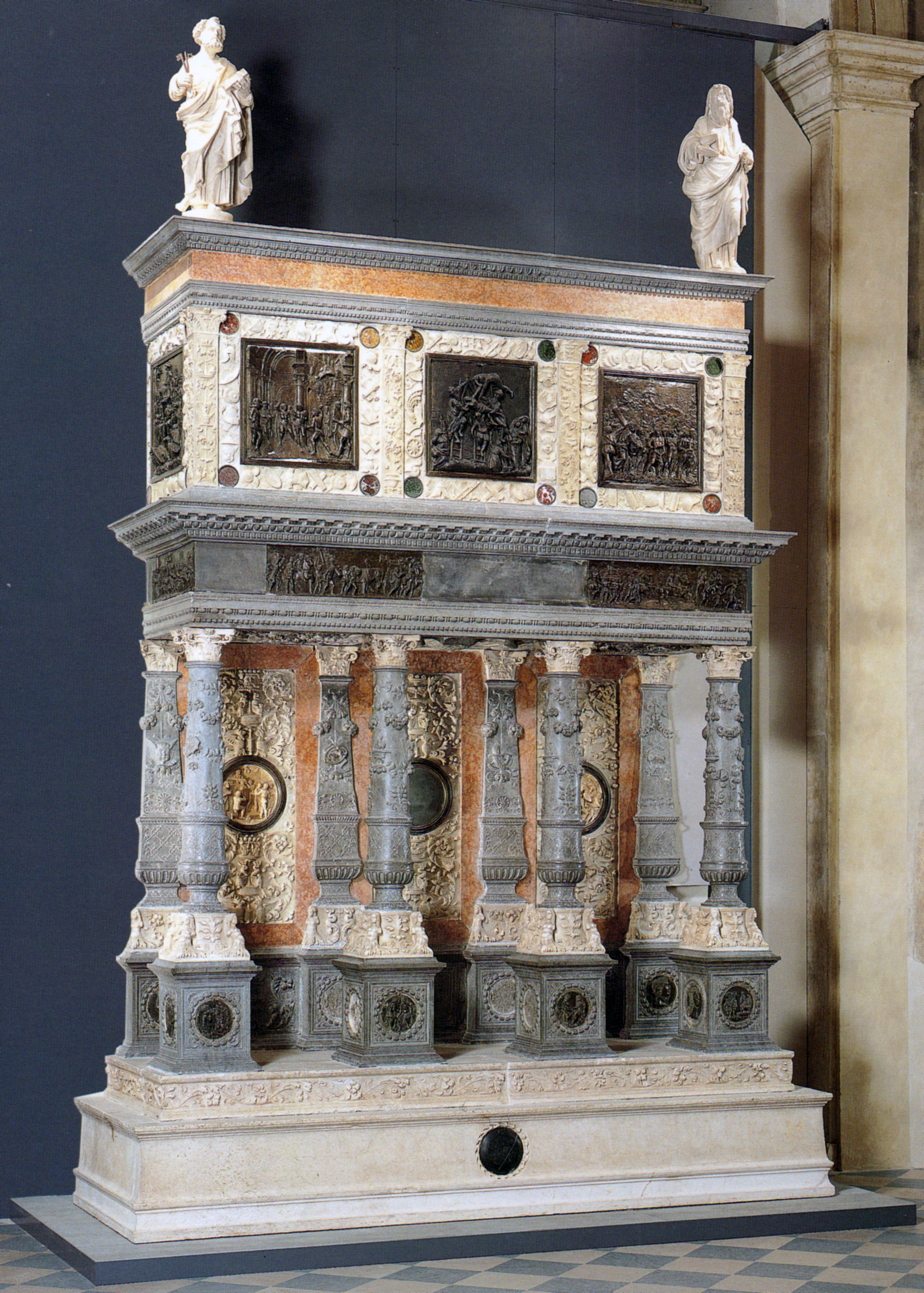
Il mausoleo Martinengo (1503-1518)

Nel problematico quadro degli ultimi anni della carriera di Gasparo si colloca la questione del completamento del mausoleo Martinengo, il maggiore monumento funebre del Rinascimento bresciano. La commissione a Bernardino delle Croci, da parte dei fratelli Francesco e Antonio II Martinengo di Padernello, risale al 1503, con termine di tre anni per la consegna. Il sepolcro doveva ospitare la salma di Bernardino Martinengo, padre dei due, che aveva lasciato l'esecuzione dell'opera come volontà testamentaria dopo la morte avvenuta nel 1501 o nel 1502. Tuttavia risulta ancora incompiuto nel 1516, quando il delle Croci si impegna, in un nuovo contratto, a terminarlo entro il gennaio 1518. Le cause sono da ricercare prima in una documentata vertenza di tipo economico tra l'orafo e la committenza, poi negli eventi bellici a cavallo del 1512, che sicuramente rallentano, se non interrompono, la prosecuzione dei lavori. Bisogna attendere il 1516, anno della riconquista di Brescia da parte della Repubblica di Venezia, per trovare il nuovo, definitivo accordo. I documenti si interrompono a quest'ultimo contratto, ma di fatto il monumento viene completato e installato nella chiesa del Santissimo Corpo di Cristo, probabilmente nei termini previsti.

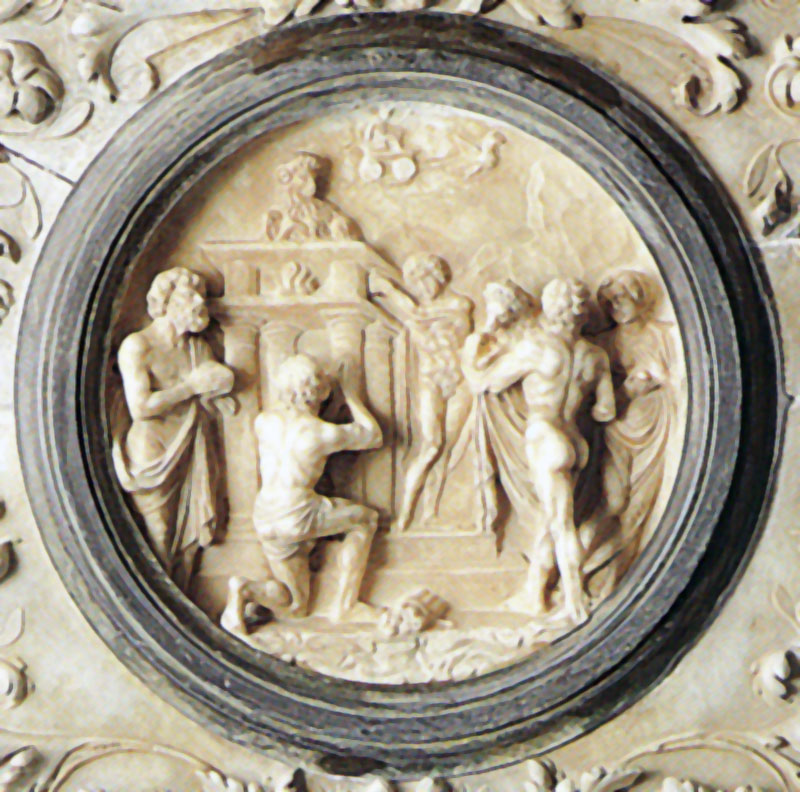
Mausoleo Martinengo, Scena di sacrificio (post 1510)

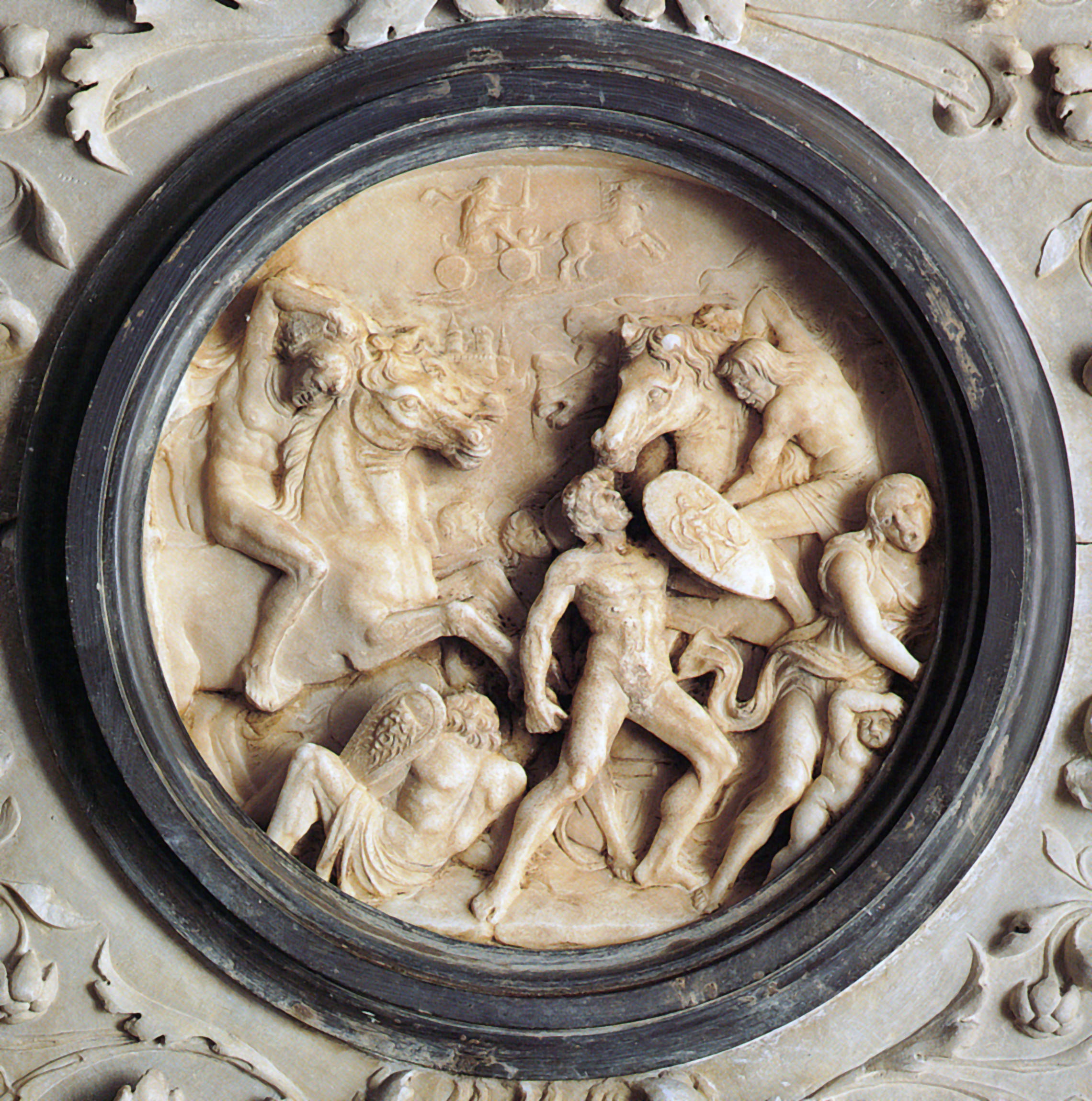
Mausoleo Martinengo, Scena di battaglia (post 1510)

Nei documenti relativi alle varie fasi di realizzazione dell'opera non è mai citata alcuna figura al di fuori dell'orafo Bernardino delle Croci, ma non è chiaro se quest'ultimo avesse davvero le competenze per eseguire un apparato scultoreo di questo tipo. La riconsiderazione del panorama artistico bresciano di quegli anni, nonché chiari riscontri stilistici, hanno portato la critica ad assegnare a Gasparo Cairano l'esecuzione delle parti lapidee del monumento, limitando l'intervento del Delle Croci ai soli inserti bronzei. L'orafo, di conseguenza, avrebbe assunto la commissione dei Martinengo nella sua totalità, ma avrebbe poi affidato le parti non di sua competenza, di fatto il grosso del monumento, alla bottega di Cairano.
Notare, comunque, che il definitivo contratto del Delle Croci è del 1516 ma Gasparo è segnalato morto già nel 1517: se si affida a Cairano l'opera lapidea, dai documenti si deduce che non avrebbe avuto il tempo materiale per eseguirla completamente in questo breve periodo e, di conseguenza, almeno gran parte di essa deve essere collocata prima di questa data. Ciò significa ammettere un coinvolgimento di Cairano antecedente al 1516, non attestato dai documenti. A maggior ragione, lo stesso contratto del 1516 informa che l'opera ancora incompleta si trovava già installata nella chiesa, ma non si sa in quali condizioni, e che già dall'anno precedente ospitava i resti di Bernardino Martinengo: ciò presuppone uno stato di avanzamento dei lavori non trascurabile, anzi di fatto completo perlomeno nella struttura e nelle principali componenti architettoniche. L'incompiutezza segnalata dal contratto del 1516, pertanto, potrebbe essere limitata a inserti decorativi di vario tipo, comprese le parti bronzee spettanti sicuramente al Delle Croci.
L'analisi stilistica critica approfondita degli ornamenti del mausoleo, in particolare dei due tondi figurati con la Scena di sacrificio e la Scena di battaglia, rilevano un'inedita sensibilità di Gasparo Cairano agli esempi della bronzistica, ambito dove egli sembra trovare la maggior parte dei riferimenti da sottoporre a rielaborazioni e commistioni anche molto libere. Questo fatto, che inizialmente può stupire, trova in realtà un riscontro sensato nel contesto in cui il mausoleo Martinengo fu progettato e realizzato, ossia un monumento con un inedito, per Brescia, corredo di bronzi eseguito sotto la sovrintendenza dell'orafo Bernardino Delle Croci, titolare e responsabile della commessa, il quale già sicuramente disponeva di un vasto catalogo di riferimenti antichi e moderni e certo altri ne collezionò per questa commessa, tutti ampiamente citati sia nei pannelli maggiori sia nei tondi minori sul basamento. Difficile, a questo punto, escludere Gasparo Cairano, socio scultore del Delle Croci, dall'influenza di questa quantità di esempi classici o classicheggianti, anche se le tempistiche di questa influenza sono molto difficili da ricostruire, così come quelle della realizzazione del monumento. La sola Scena di sacrificio, tuttavia, è in grado di attestare la maturazione, nello scalpello di Cairano, di questo inedito connubio tra la scultura e la bronzistica attorno al 1510, periodo in cui, a questo punto, potrebbe essere collocata anche gran parte del restante apparato lapideo.

### Opere erratiche dal 1510 in poi

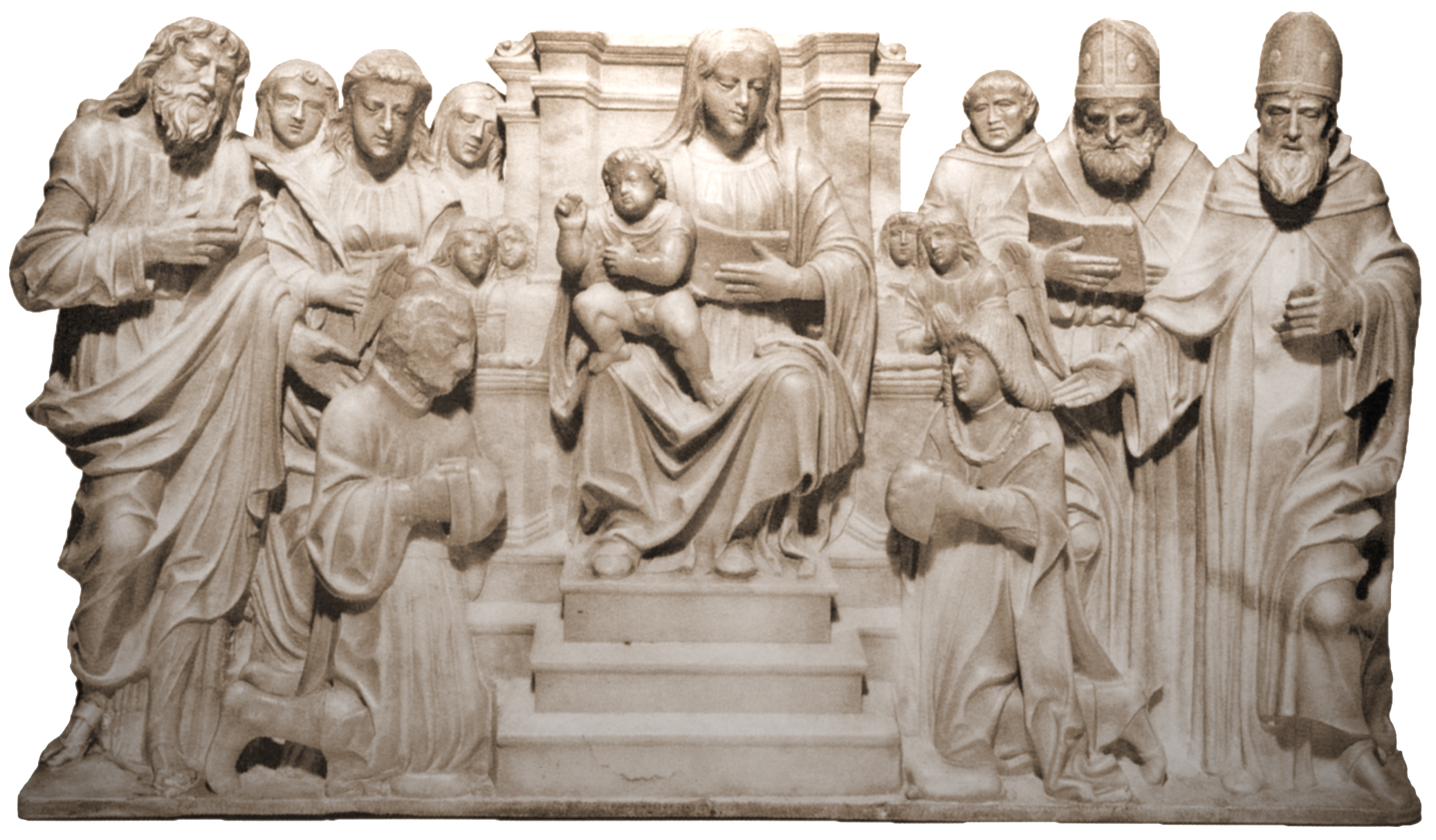
La pala Kress (1505-1510 circa)

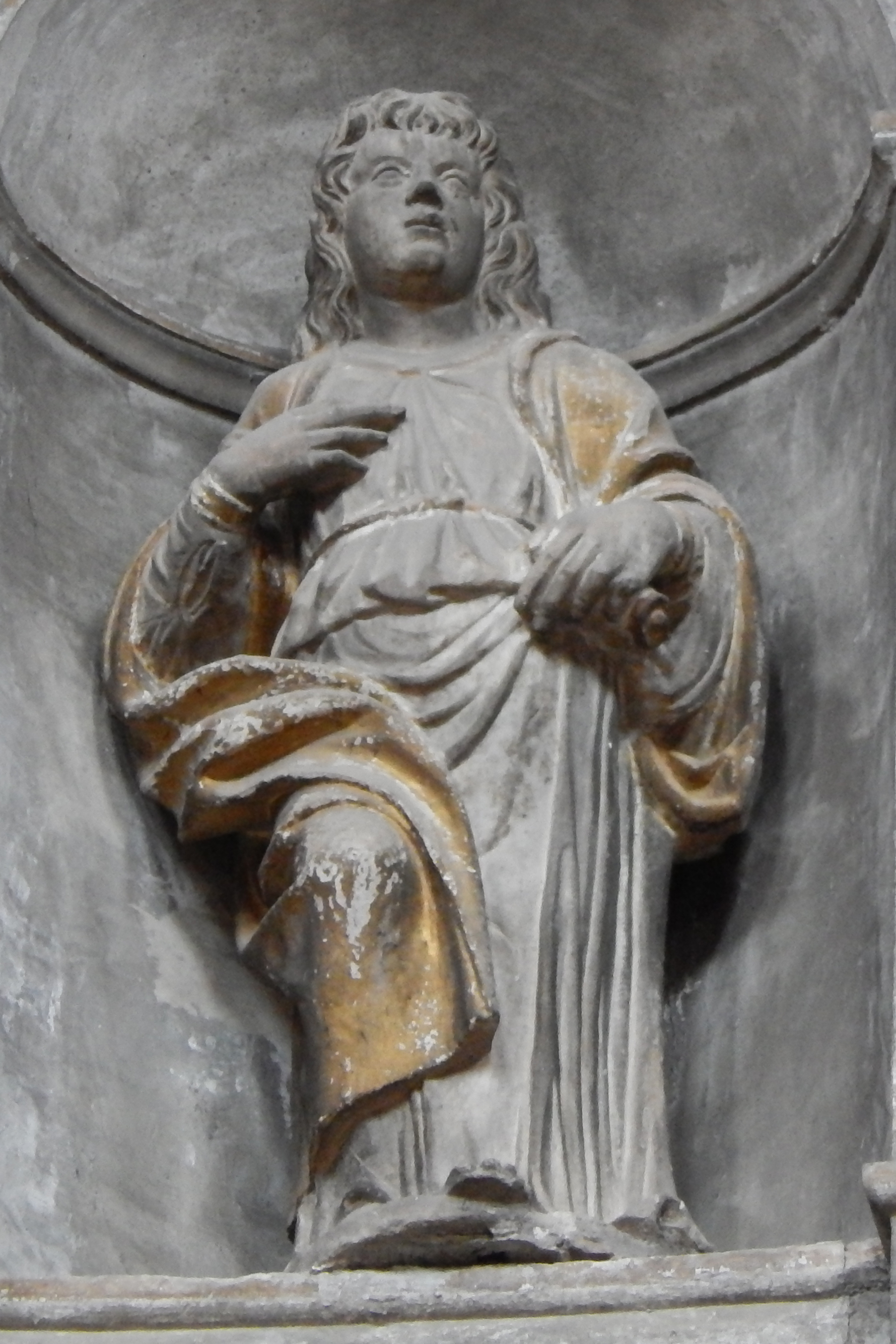
Il Santo intruso tra gli Apostoli di Santa Maria dei Miracoli (1510-1515 circa)

Considerazioni stilistiche consentono di collocare attorno alla metà del secondo decennio del XVI secolo una serie di opere, generalmente piccole statue, rilievi o frammenti, snaturate dal contesto originario e sparse in varie sedi. Non è ancora chiaro se su questi manufatti prevalga la mano di Cairano maturo o l'immediato seguito dei suoi collaboratori, per esempio il documentato figlio Simone. Si tratta di opere in cui il confine tra l'estrema maturità dell'arte di Gasparo e il lavoro di bottega è decisamente sfuocato e ciò si traduce nell'assunzione di una certa maniera improntata su riferimenti ormai largamente sperimentati, tra cui l'ultimo stadio evolutivo dei primordiali Apostoli del santuario dei Miracoli e i modelli per la Loggia, coniugati con evidenti tentativi di aggiornamento culturale. È il caso, per esempio, del Compianto sul Cristo morto conservato nel Museo d'arte antica di Milano e della Deposizione di Cristo nei depositi del museo di Santa Giulia di Brescia, che sembrano rimandare ai modelli pittorici di Giovanni Bellini e del Romanino. Un'altra opera erratica di rilievo, ma databile ancora al primo decennio del secolo, è la cosiddetta pala Kress conservata alla National Gallery of Art di Washington, di provenienza ignota e forse mai neppure messa in opera, come dimostrerebbe la figura incompiuta del donatore in primo piano.
Dopo il già citato contratto del 1513 per il portale del duomo di Chiari, Gasparo non è più nominato in alcun documento noto. Il primo testo successivo, in ordine cronologico, che riporta il suo nome è una polizza d'estimo del 1517 di Bianca, moglie dello scultore, che si registra già come vedova. La morte di Gasparo è dunque collocabile tra queste due date, verosimilmente attorno al 1515 o anche poco dopo, se si intendono trovare ulteriori suoi interventi nel mausoleo Martinengo dopo il definitivo contratto del Delle Croci del 1516.

### L'eredità artistica
I documenti consentono di ricostruire una genealogia di artisti successiva a Gasparo, a partire dal figlio Simone: le poche informazioni giunte fino a noi sulla sua produzione però, non riguardano mai opere di figura ed è probabile che, al di fuori della bottega del padre, abbia sempre lavorato come costruttore. In una polizza d'estimo del 1534, Simone si dichiara trentottenne, nato dunque nel 1496 e circa ventenne alla morte del padre. Cita inoltre il suo figlio primogenito Gasparo, dodicenne, divenuto a sua volta scultore, e la moglie Catlina, sorella dell'intagliatore Andrea Testi di Manerbio. Un'altra figlia di Gasparo, Giulia, diventa invece moglie di un artigiano della terracotta, mentre un terzo figlio, Giovanni Antonio, è qualificato orefice in un atto notarile riguardante Stefano Lamberti e il già noto Bernardino delle Croci.
Alla luce di ciò, è improbabile che Cairano, alla sua morte, sia riuscito a tramandare un'eredità artistica sufficiente da dare il giusto impulso alla sopravvivenza della sua bottega, che pure era esistita, forse nella figura del figlio Simone e di altri collaboratori, e che era anche riuscita a formare artisti quali Ambrogio Mazzola. Di questo artista è nota una Madonna col Bambino, firmata e datata 1536 e conservata al Victoria and Albert Museum di Londra, che appare evidentemente fissata sugli stilemi dettati da Cairano più di trent'anni prima. Si tratta di un nostalgico e ingenuo omaggio a un maestro che, evidentemente, era stato portatore di un'impronta artistica tanto meritevole del rispetto dei collaboratori da essere replicata non solo senza sosta, ma anche senza alcun interesse all'aggiornamento.

## La vicenda di Gasparo Cairano nella Brescia rinascimentale
La comprensione della personalità artistica di Gasparo Cairano deve essere necessariamente mediata da una corretta contestualizzazione nel panorama artistico della Brescia del tempo. Si parla quindi di un artista agli esordi, migrante nell'area lombarda come molti suoi contemporanei, che approda a Brescia durante l'innovativo cantiere del santuario dei Miracoli, dando inizio a una fortunata carriera. Il momento storico, con la municipalità alla ricerca di artisti forestieri portatori di novità, gli è inoltre favorevole: rivelatosi in grado di interpretare nella pietra i vanti autocelebrativi delle alte cariche, pubbliche e private, della Brescia nell'esplosione rinascimentale, si trasforma molto rapidamente nel principale innovatore della pratica scultorea locale, operando in un ambito del tutto fertile e continuamente surclassando la già scarsa concorrenza, figurante principalmente nella figura dei Sanmicheli e scontrandosi almeno due volte con Antonio della Porta.

### Due botteghe concorrenti: Cairano e Sanmicheli

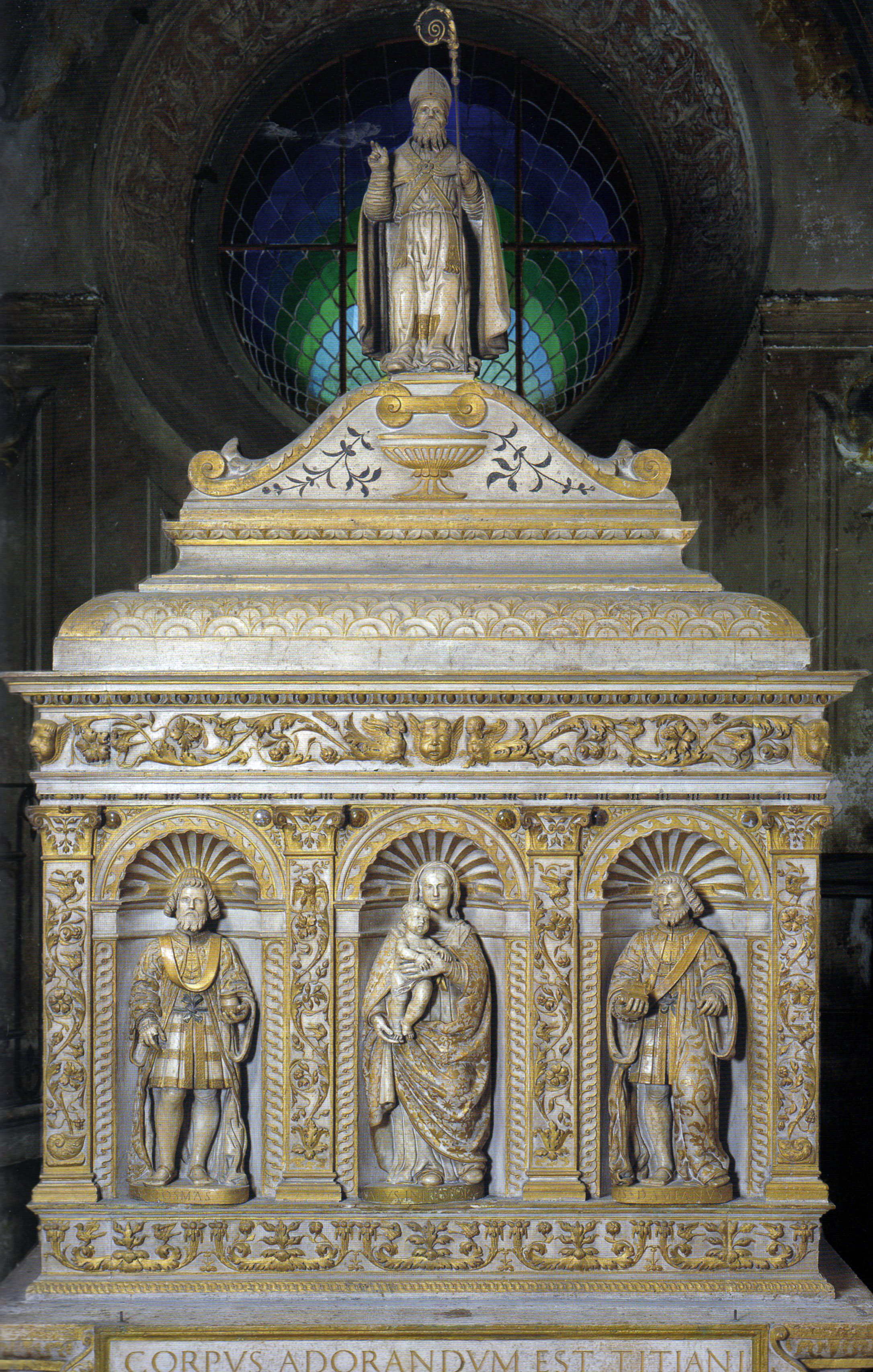
Bottega dei Sanmicheli, arca di san Tiziano (1505)

Implicita nelle opere d'arte e nella loro successione cronologica piuttosto che dichiarata dai documenti, ma nonostante questo tutt'altro che sfuggente, è la concorrenza instauratasi velocemente tra Gasparo Cairano e i vari esponenti della bottega dei Sanmicheli i quali, da personalità artistiche di grande rilievo in città, almeno a partire dal cantiere del santuario dei Miracoli, finiscono per essere soppiantati dall'ascesa del nuovo maestro scultore. Le prime informazioni documentarie sull'impresa dei fratelli Bartolomeo e Giovanni Sanmicheli, originari di Porlezza sul lago di Lugano, risalgono ai primi anni ottanta del XV secolo a Verona ed entro la fine del secolo sono documentate alcune importanti commissioni ottenute in varie città del nord Italia.
L'impresa dei due scultori approda probabilmente anche a Brescia, dato che Bartolomeo risulta qui residente almeno dal 1501 al 1503 e una presenza così prolungata è giustificabile solo ammettendo l'esistenza di una significativa attività locale. Vi è comunque motivo di credere che il capitolo dei Sanmicheli a Brescia debba avere radici ben più profonde del biennio documentato, spaziando dal cantiere del santuario dei Miracoli a quello della Loggia. Proprio con la Loggia irrompe sulla scena artistica bresciana l'ormai formato Gasparo Cairano, la cui potenza dei Cesari sancisce l'avvio al declino della sperimentazione sanmicheliana al santuario dei Miracoli che aveva efficacemente cavalcato il gusto locale dell'ornato rinascimentale, nel quale però municipalità e nobiltà non si rispecchiavano più.
Probabilmente negli ultimi anni del secolo i Sanmicheli intervengono nella decorazione lapidea della cappella Caprioli nella chiesa di San Giorgio, la stessa per la quale Cairano, quasi contemporaneamente, predispone la sua Adorazione, manifestando per la prima volta al di fuori della Loggia un affiancamento tra le due botteghe, ma non è noto di quale entità. Bartolomeo Sanmicheli, all'inizio del nuovo secolo, tenta a questo punto di tornare in auge nel panorama artistico locale con l'arca di san Tiziano del 1505, caratterizzata da una forte connotazione decorativa, e ambisce forse alla commissione dell'arca di sant'Apollonio, che già aleggiava dal 1503 a partire dal ritrovamento delle reliquie del santo vescovo. Un coinvolgimento dei Sanmicheli può essere congetturato anche nella fase iniziale della commissione del mausoleo Martinengo, avanzata a Bernardino delle Croci nello stesso 1503, sulla base del prevalente carattere decorativo del monumento estraneo ai modelli decisamente più rigorosi e classicisti di Cairano.
Di nuovo attorno al 1505 viene avviata la ricostruzione della chiesa di San Pietro in Oliveto, probabilmente conquistata dai Sanmicheli ma con lo scalpello di Cairano negli Apostoli: si osservi che questi rilievi sono le sole opere figurate del cantiere, oltre ai fini intagli su lesene e cornici delle cappelle, prodotto di una specializzazione sanmicheliana ormai tarda e non più rispondente ai gusti dell'epoca, mutati all'indomani del candore classicista sperimentato con la Loggia. La risposta ultima di Gasparo non tarda ad arrivare nell'arca di sant'Apollonio del 1508, dove viene sancita una volta per tutte la sua decisa superiorità artistica, certo favorita da una ormai decisa preferenza da parte della committenza bresciana.
Proprio attorno a questi anni, forse proprio a causa della presentazione sulla scena bresciana di questo grande, definitivo lavoro di Cairano, i Sanmicheli abbandonano Brescia, dove non vi faranno più ritorno, diretti a Casale Monferrato, dove Bartolomeo muore due anni dopo. Matteo, partito a fianco del padre, prosegue e termina la sua carriera nel Piemonte, nella zona torinese, lasciando qui molte delle sue opere meglio note.

### I rapporti col Tamagnino
Una simile, accesa competizione si instaura molto probabilmente anche tra Gasparo Cairano e Antonio della Porta detto il Tamagnino, ugualmente esordiente dal punto di vista documentario assieme a Cairano con il ciclo di dodici Angeli per la prima cupola del santuario dei Miracoli, pagatogli tra il 24 dicembre 1489 e il 3 maggio 1490. Non sono chiari i motivi che conducono a Brescia questo artista milanese, appartenente a una famiglia di scultori e già attestato tra il 1484 e il 1489 a Milano e Pavia nell'ambiente scultoreo sforzesco, in stretto contatto con Giovanni Antonio Amadeo. Il suo esordio come scultore di figura, comunque, si inserisce in compatibilità con la tipologia dei lavori sanmicheliani al santuario dei Miracoli, prettamente specializzati nel settore della scultura decorativa e carenti al di fuori di questo campo. Notare che, allo stesso modo, anche Gasparo Cairano appare sulla scena artistica come scultore di figura nel cantiere dei Sanmicheli.
L'affinità della commessa, così come la vicinissima collocazione, tra gli Angeli del Tamagnino e gli Apostoli di Cairano porta in seno un inevitabile confronto, forse, come già detto, addirittura propedeutico all'affidamento dei lavori interni al santuario, ottenuto infine da Gasparo. Tuttavia, le statue del Tamagnino si pongono a un livello tecnico e qualitativo decisamente superiore a quello dimostrato dagli Apostoli di Cairano, perciò non è chiara l'entità di questo originario confronto tra i due artisti. Oltre agli Angeli, il Tamagnino consegna anche tre dei quattro busti clipeati per i pennacchi della prima cupola con i Dottori della Chiesa, più due tondi minori per il fregio della navata centrale: per questi cinque manufatti, tre dei quali molto grandi, e per i dodici Angeli, lo scultore riceve dalla Fabbrica del santuario un compenso inferiore a quello corrisposto a Gasparo Cairano per i soli Apostoli.
Può essere ricercata in questa palese differenza di trattamento la più plausibile spiegazione all'immediata partenza dell'artista da Brescia, a cantiere del santuario ancora aperto, trovando evidentemente il suo lavoro sottovalutato, nonché sottopagato, in relazione addirittura con la produzione di un artista molto meno capace di lui. Le motivazioni di tutto ciò sono ignote, ma non si può escludere, come già detto, che Gasparo godesse di un qualche favore locale, forse fra i Deputati alla Fabbrica, che gli consentisse di prevalere sul Tamagnino indipendentemente dai suoi meriti artistici. L'alternativa del Tamagnino al non gratificante cantiere bresciano è la prestigiosissima commessa per la facciata della Certosa di Pavia, da seguire sotto la direzione del padrino Amadeo e di Antonio Mantegazza. Il patto societario tra l'artista e i due scultori viene stretto nel maggio 1492 e apre al Tamagnino un'esperienza formativa unica, nonché un notevole salto di carriera.
Nel 1499 il ducato di Milano viene conquistato dai francesi, provocando una diaspora di artisti dalla città verso tutto il nord Italia e oltre. È forse questa la ragione del ritorno a Brescia del Tamagnino, al quale gli si presenta comunque l'allettante commessa dell'apparato lapideo dell'erigendo Palazzo della Loggia, al quale egli partecipa tra il novembre 1499 e il giugno 1500. La fabbrica, aperta nel 1492 alla dipartita dello scultore dalla città, è in quel momento ormai egemonizzata dalla figura di Gasparo Cairano, già da qualche anno incoronato alla stregua di scultore di corte dalle alte cariche bresciane, pubbliche e private.
I due artisti, pertanto, un decennio dopo il comune esordio, tornano a confrontarsi sulla scena del più importante cantiere bresciano del momento: il Tamagnino si presenta con la qualifica, praticamente unica, di aver realizzato gran parte dei ricami marmorei sulla facciata della Certosa pavese, mentre Gasparo Cairano fa leva su uno spettacolare salto di qualità artistica, che aveva già prodotto i primi Cesari sul fronte principale del palazzo pubblico, nonché sugli onori dell'opinione pubblica locale.
I documenti permettono di seguire questa vicenda in modo più chiaro rispetto a quanto avvenuto nel cantiere del santuario dei Miracoli e le opere consegnate, così come le relative date di consegna e i rispettivi pagamenti, si prestano a interessanti considerazioni. All'arrivo del Tamagnino nel 1499, Gasparo Cairano ha già consegnato almeno cinque Cesari e diverso altro materiale lapideo, tuttavia in quell'anno è registrato solamente il pagamento di una protome virile, dato che il lavoro dell'artista è completamente assorbito dai due Trofei angolari giganti, da poco cominciati. Nel novembre 1499, il Tamagnino si insidia rumorosamente nel monopolio del concorrente, consegnando ben quattro Cesari e tre protomi leonine e mettendo in mostra le sue capacità e il suo calibro.
Tuttavia, nei sette mesi successivi le consegne dello scultore prendono uno strano andamento: mentre a Cairano si susseguono anticipi e saldi per i soli Trofei, in una vera e propria cesura produttiva che non registra altri suoi lavori, il Tamagnino realizza due soli Cesari e ben diciassette protomi leonine, la più ingente quantità di questi pezzi registrata nel cantiere della Loggia in un periodo così ristretto. Si noti come il ciclo delle protomi leonine prevedesse manufatti molto più seriali e ripetitivi di quello delle protomi virili, tanto da essere considerato secondario e da consentire che vi operassero molti altri lapicidi di bassa levatura. Inoltre, ogni opera del Tamagnino viene pagata palesemente molto meno rispetto ai saldi medi per i manufatti dello stesso tipo.
I suoi Cesari, sei in totale e pure assolutamente pregevoli, vengono praticamente relegati sui due fianchi sud e ovest, di fatto sul retro del palazzo e nell'angolo meno frequentato. Davanti a tale deprezzamento del proprio lavoro, diventa plausibile l'idea che con il sesto e ultimo Cesare consegnato, identificabile nell'esemplare più scadente dell'intero ciclo, il Tamagnino intendesse schernire collega e committenti, che per la seconda volta a Brescia ne avevano sabotato il successo, o quantomeno il giusto riconoscimento, ignorando e sottostimando il suo lavoro. Dopo questi eventi, il Tamagnino abbandona Brescia probabilmente per sempre, lasciando Gasparo Cairano unico protagonista della produzione scultorea bresciana.

## La sfortuna critica di Gasparo Cairano tra silenzi e malintesi

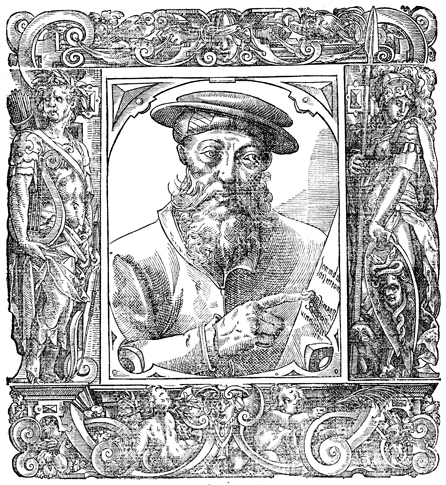
Ritratto di Pomponio Gaurico, il primo erudito a elogiare la produzione di Gasparo Cairano quando questi era ancora in vita, nel 1504

Nonostante la modernità e il pregio delle opere prodotte e le capacità dei suoi protagonisti, la parabola storiografica della scultura rinascimentale bresciana non riuscì mai a conquistare gli onori della cultura artistica e letteraria, né all'epoca, né nei secoli successivi, rimanendo relegata in un ambito dimenticato addirittura dalle stesse fonti locali. La causa principale è da ricercare in una lunghissima serie di errori, omissioni ed equivoci avvenuti in ambito letterario già agli esordi, fino al XX secolo, che hanno portato al misconoscimento del livello culturale e qualitativo raggiunto dalla scuola bresciana nel trentennio a cavallo tra XV e XVI secolo e all'oblio dei suoi personaggi.
A ciò hanno certamente contribuito la perdita dei documenti d'archivio o delle medesime opere d'arte, spesso smembrate quando non distrutte. Solo a partire dalla seconda metà del XX secolo, nuovi studi supportati da recuperate fonti d'archivio hanno permesso non solo la riscoperta delle doti di Gasparo Cairano, ma anche la ricostruzione organica del suo catalogo di opere d'arte e dell'intero capitolo scultoreo del Rinascimento bresciano, un panorama, comunque, ancora affetto da lacune e vicende da chiarire.

## Opere
La carriera di Gasparo Cairano copre l'arco di poco più di un ventennio (1490-1510 circa), un periodo relativamente breve, durante il quale, oltretutto, la maggior parte delle opere prodotte è concentrata nel secondo decennio. Tra queste, quasi i tre quarti sono opere di commissione religiosa, fatto dovuto soprattutto alla più consistente disponibilità economica di questa categoria di committenti e alle maggiori possibilità di conservazione nel tempo. Sono comunque numerose le sculture derivate da commissioni private, soprattutto sepolcri, o a soggetto laico come il ciclo dei Cesari. In diverse opere è molto evidente, e a volte preponderante, la componente architettonica, il che implica una buona preparazione di Gasparo Cairano anche in questo campo, come comunque testimoniano i documenti, primo tra tutti il contratto del 1513 con la municipalità di Chiari dove è esplicitamente nominato "lapicida architectum et ingeniarum optimum".
La discreta quantità di sculture isolate e frammenti testimonia l'esistenza di non poche opere perdute o giunte a noi solo in modo incompleto, tra cui dovevano trovarsi alcune produzioni di considerevole livello qualitativo: nessuna di queste risulta citata o descritta in documenti d'archivio, a parte le sculture che accompagnavano l'Adorazione Caprioli. Per contro, la cappella in San Pietro de Dom commissionata a Gasparo Cairano nel 1504 rappresenta l'unica opera documentata dello scultore andata completamente perduta.

### Fonti antiche (fino al XIX secolo)
Su temi bresciani
- Bernardino Faino, Catalogo delle chiese di Brescia, Brescia, 1630-1669.
- Francesco Paglia, Il Giardino della Pittura, Brescia, 1675-1713.
- Baldassarre Zamboni, Memorie intorno alle pubbliche fabbriche più insigni della città di Brescia raccolte da Baldassarre Zamboni arciprete di Calvisano, Brescia, 1778, SBN TO0E090804.

Su altri temi
- Pomponio Gaurico, De sculptura, Firenze, 1504.
- Giorgio Vasari, Le vite de' più eccellenti pittori, scultori e architettori, (edizione a cura di Paola Barocchi, Rosanna Bettarini, 1966-1987, 6 voll.), Firenze, 1550-1568.

### Fonti moderne (dal XIX secolo)
Su Gasparo Cairano
- Giovanni Agosti, Intorno ai Cesari della Loggia di Brescia, in Vasco Frati, Ida Gianfranceschi, Franco Robecchi (a cura di), La Loggia di Brescia e la sua piazza. Evoluzione di un fulcro urbano nella storia di mezzo millennio, Brescia, Grafo, 1995, ISBN 88-7385-269-6.
- Vito Zani, Gasparo Coirano. Madonna col Bambino, in Spunti per conversare, n. 5, Milano, Galleria Nella Longari, dicembre 2001.
- Vito Zani, Gasparo Cairano e la scultura monumentale del Rinascimento a Brescia (1489-1517 ca.), Roccafranca, La Compagnia della Stampa, 2010, ISBN 978-88-8486-400-0, OCLC 800227892, SBN CFI0751171.

Su scultura e civiltà rinascimentale bresciana
- Camillo Boselli, Regesto artistico dei notai roganti in Brescia dall'anno 1500 all'anno 1560, in Supplemento dei Commentari dell'Ateneo di Brescia per l'anno 1976, II, Brescia, Tipo-litografia Fratelli Geroldi, 1977, SBN SBL0317908.
- Vasco Frati, Ida Gianfranceschi, Franco Robecchi, La Loggia di Brescia e la sua piazza. Evoluzione di un fulcro urbano nella storia di mezzo millennio, Brescia, Grafo, 1995, ISBN 88-7385-269-6.
- Adriano Peroni, L'architettura e la scultura nei secoli XV e XVI, in Giovanni Treccani degli Alfieri (a cura di), Storia di Brescia, Brescia, Morcelliana, 1963, SBN LO11152780.
- Elena Lucchesi Ragni, Ida Gianfranceschi e Maurizio Mondini (a cura di), Il coro delle monache - Cori e corali, catalogo della mostra, Milano, Skira, 2003, ISBN 88-8491-533-3, OCLC 52746424, SBN VEA0154252.
- Francesco Rossi, Maffeo Olivieri e la bronzistica bresciana del '500, in Arte Lombarda, n. 47/48, 1977, ISSN 0004-3443 (WC · ACNP).
- Vito Zani, Sulle nostalgie di Ambrogio Mazzola, scultore bresciano del Cinquecento, in Civiltà Bresciana, XII, 1, Brescia, 2003.
- Vito Zani, Sulle tracce dei Sanmicheli a Brescia e Mantova, tra Quattro e Cinquecento, in Matteo Ceriana (a cura di), Tullio Lombardo. Scultore e architetto nella cultura artistica veneziana del Rinascimento, atti del convegno, Venezia, 2007, ISBN 978-88-8314-452-3.
- Vito Zani, Maestri e cantieri nel Quattrocento e nella prima metà del Cinquecento, in Valerio Terraroli (a cura di), Scultura in Lombardia. Arti plastiche a Brescia e nel Bresciano dal XV al XX secolo, Milano, Skira, 2011, ISBN 978-88-572-0523-6, OCLC 936152663, SBN UBO3839955.

Su altri temi di scultura e civiltà rinascimentale
- Pietro Adorno, Il Verrocchio. Nuove proposte nella civiltà artistica del tempo di Lorenzo il Magnifico, Firenze, Edam, 1991, ISBN 8872440017.
- (DE) Wilhelm Bode, Die italienische Bronzestatuetten der Renaissance, Berlino, 1906, OCLC 1252617953.
- Carrol Brentano, Della Porta, Antonio, detto Tamagnino, in Dizionario biografico degli italiani, 37 (voce), Roma, Treccani, 1989, ISBN 9788812000326.
- (EN) Andrew M. Burnett, Richard V. Schofield, The Medallions of the Basamento of the Certosa di Pavia. Sources and Influence, in Arte Lombarda, n. 120, 1997, ISSN 0004-3443 (WC · ACNP).
- Francesco Caglioti, Fifteenth-century reliefs of ancient emperors and empresses in Florence: production and collecting, in Nicholas Penny, Eike D. Schmidt (a cura di), Collecting sculpture in early modern Europe (atti del convegno), New Haven, Yale University Press, 2008, ISBN 978-0-300-12160-5.
- M. Ferrari, I. Zanata, La cappella del "Sangue de Christo" nella cattedrale di Mantova, in AA. VV. (a cura di), Storia e arte religiosa a Mantova. Visite di Pontefici e la reliquia del Preziosissimo Sangue, Mantova, Casa del Mantegna, 1991.
- Klaus Fittschen, Sul ruolo del ritratto antico nell'arte italiana, in Salvatore Settis (a cura di), Memoria dell'antico nell'arte italiana, Torino, Einaudi, 1985.
- Alfred Gotthold Meyer, Oberitalienische Frührenaissance. Bauten und Bildwerke der Lombardei, Berlino, 1900.
- Richard V. Schofield, James Shell, Grazioso Sironi (a cura di), Giovanni Antonio Amadeo. Documents, Como, New press Edizioni, 1989, ISBN 8895383494.

Su altri temi bresciani
- Fiorenzo Fisogni, Scultori e lapicidi a Brescia dal tardo classicismo cinquecentesco al rococò, in Valerio Terraroli (a cura di), Scultura in Lombardia. Arti plastiche a Brescia e nel Bresciano dal XV al XX secolo, Milano, Skira, 2011, ISBN 88-572-0523-1.
- Monica Franchi (a cura di), Le pergamene dell'Archivio Capitolare. Catalogazione e regesti, Travagliato, 2002.
- Paolo Guerrini, Iscrizioni delle chiese di Brescia. Chiesa e chiostri di San Francesco, in Commentari dell'Ateneo di Brescia per l'anno 1925, 1926.
- Paolo Guerrini, Il Santuario civico dei Miracoli (PDF), in Memorie storiche della diocesi di Brescia, I, Brescia, Moretto, 1930.
- Monica Ibsen, Il duomo di Salò, Gussago, Vannini, 1999.
- Alessandro Sala, Pitture ed altri oggetti di belle arti in Brescia, Brescia, 1834.